# (4304) Geichenko
(4304) Geichenko est un astéroïde de la ceinture principale.

## Description
(4304) Geichenko est un astéroïde de la ceinture principale. Il fut découvert le 27 septembre 1973 à Nauchnyj par Lioudmila Tchernykh. Il présente une orbite caractérisée par un demi-grand axe de 2,45 UA, une excentricité de 0,15 et une inclinaison de 3,1° par rapport à l'écliptique.

## Compléments